# Nguyễn Đức Uýnh
Nguyễn Đức Uýnh (ur. 10 lutego 1955) – wietnamski strzelec, olimpijczyk. 
Brał udział w igrzyskach olimpijskich w 1980 (Moskwa). Wystartował tylko w konkurencji pistoletu szybkostrzelnego z odl. 25 m, w której zajął 26. miejsce ex aequo z dwoma zawodnikami. 

## Wyniki olimpijskie
| Igrzyska | Konkurencja                   | Wynik                | Miejsce     | Źródło |
| -------- | ----------------------------- | -------------------- | ----------- | ------ |
| IO 1980  | Pistolet szybkostrzelny, 25 m | 583 punkty (292-291) | 26T (na 40) | [ 1 ]  |